# Ruth Benedict
Ruth Fulton Benedict (New York, 5 giugno 1887 – New York, 17 settembre 1948) è stata un'antropologa statunitense.

## Biografia
Studiò presso il Vassar College. Nel 1914 sposò Stanley Rossiter Benedict che morì nel 1936. Nel 1919 venne ammessa alla Columbia University dove studiò antropologia con Franz Boas e dove si laureò nel 1923 ottenendo in seguito una cattedra.
Per lungo tempo fu sua assistente Margaret Mead con la quale fece diversi viaggi di studi e sviluppò un legame accademico e sentimentale molto stretto.  Nei movimenti studenteschi degli anni sessanta i risultati degli studi effettuati da Benedict e da Mead furono utilizzati - e a volte interpretati secondo tendenza - per mettere in discussione le strutture e tradizioni patriarcali.
Ruth Benedict fu una delle prime donne a occuparsi di antropologia ed ebbe difficoltà a farsi accettare dall'establishment accademico, tanto che diversi suoi scritti non furono mai pubblicati.
Scrisse e pubblicò anche poesie usando lo pseudonimo di Anne Singleton.

## Opere
Sono celebri i suoi studi sulle popolazioni native del Nord-America, gli Zuñi, i Serrano, i Cochiti, i Pima e gli Hopi nell'area sudoccidentale degli USA.
Nella sua opera più celebre, Modelli di cultura (1934), Benedict ha messo a confronto tre civiltà primitive: i Pueblos del Nuovo Messico, i Dobu della Nuova Guinea e gli Indiani della costa nord-occidentale d'America (principalmente i Kwakiutl). Influenzata forse dalla sua formazione letteraria, secondo cui le culture – come le poesie – vanno viste nella loro interezza, comprendendone le “forze dominanti”,  Benedict ha rintracciato in ognuna di queste culture una categoria derivata dalla psicopatologia (paranoici, megalomani, introversi) applicandovi inoltre la distinzione di Nietzsche tra cultura apollinea e dionisiaca. La cultura in questo senso sarebbe quindi una sorta di personalità su vasta scala comune a tutti gli individui facenti parte di un determinato gruppo sociale. Il concetto di “modello di cultura” sta dunque a indicare l'insieme dei tratti e delle peculiarità che caratterizzano una determinata cultura, sancendone l'individualità rispetto a ogni altra. I tratti di per sé possono far parte di più culture, ma è la particolare configurazione di questi tratti a rendere unica ogni cultura. Le culture sarebbero come dei "complessi integrati", cioè insiemi coerenti di pensieri e di azioni caratterizzati da certi scopi caratteristici che sono propri e non condivisi da nessun altro tipo di società.
Nel 1944 Benedict utilizzò questo approccio nel suo studio sugli immigrati giapponesi che vivevano negli Stati Uniti durante la Seconda guerra mondiale, commissionato dal Servizio Informazioni Militari interessato a saperne di più sulla mentalità del nemico che stavano combattendo. L'alterità estrema che il Giappone ha sempre costituito agli occhi dell'Occidente fu apparentemente attenuata dalle ricerche di Benedict, che studiò appunto i modelli culturali che regolano l'esistenza dei giapponesi. Risultato di questo lavoro fu la sua celebre opera, Il crisantemo e la spada (1946), nella quale utilizzò per prima la categoria sociologica di "cultura della vergogna" (shame culture), contrapposta a cultura della colpa (guilt culture).
- Modelli di cultura (Patterns of Culture), traduzione di Elena Spagnol, Feltrinelli, Milano, 1960. Laterza, Bari, 2010, ISBN 978 88 420 9033 5
- Il crisantemo e la spada. Modelli di cultura giapponese, Dedalo, Bari, 1968; poi Laterza, Roma-Bari 2009.
- The Concept of the Guardian Spirit in North America, 1923.
- Race - Science and Politics, New York, 1940.